# Takumi Obara
Takumi Obara (Tottori, 9 de fevereiro de 1967) é um triatleta profissional japonês. 

## Carreira

### Olimpíadas
Takumi Obara disputou os Jogos de Sydney 2000, terminando em 21º lugar com o tempo de 1:50:29.95.  Em Atenas 2004, terminou em 32º lugar com o tempo de 1:57:43.51.